# Stade 24 Février 1956
Stade 24 Février 1956 – wielofunkcyjny stadion w Sidi Bu-l-Abbas, w Algierii. Został otwarty 19 czerwca 1981 roku. Może pomieścić 45 000 widzów. Swoje spotkania rozgrywają na nim piłkarze klubu USM Bel Abbès.
Na inaugurację stadionu, 19 czerwca 1981 roku, rozegrano na nim mecz finałowy piłkarskiego Pucharu Algierii (USK Algier – ASC Oran 2:1 p.d.). Był to pierwszy finał Pucharu Algierii rozegrany poza stolicą kraju.